# São Pedro (Vila Real)
São Pedro ist ein Ort und eine ehemalige Gemeinde (Freguesia) im portugiesischen Kreis Vila Real. Die Gemeinde hatte 4807 Einwohner (Stand 30. Juni 2011).
Am 29. September 2013 wurden die Gemeinden Vila Real (São Pedro), Vila Real (São Dinis) und Vila Real (Nossa Senhora da Conceição) zur neuen Gemeinde União das Freguesias de Vila Real (Nossa Senhora da Conceição, São Pedro e São Dinis), die seit 2015 den Namen Freguesia de Vila Real führt, zusammengeschlossen.